# Surján

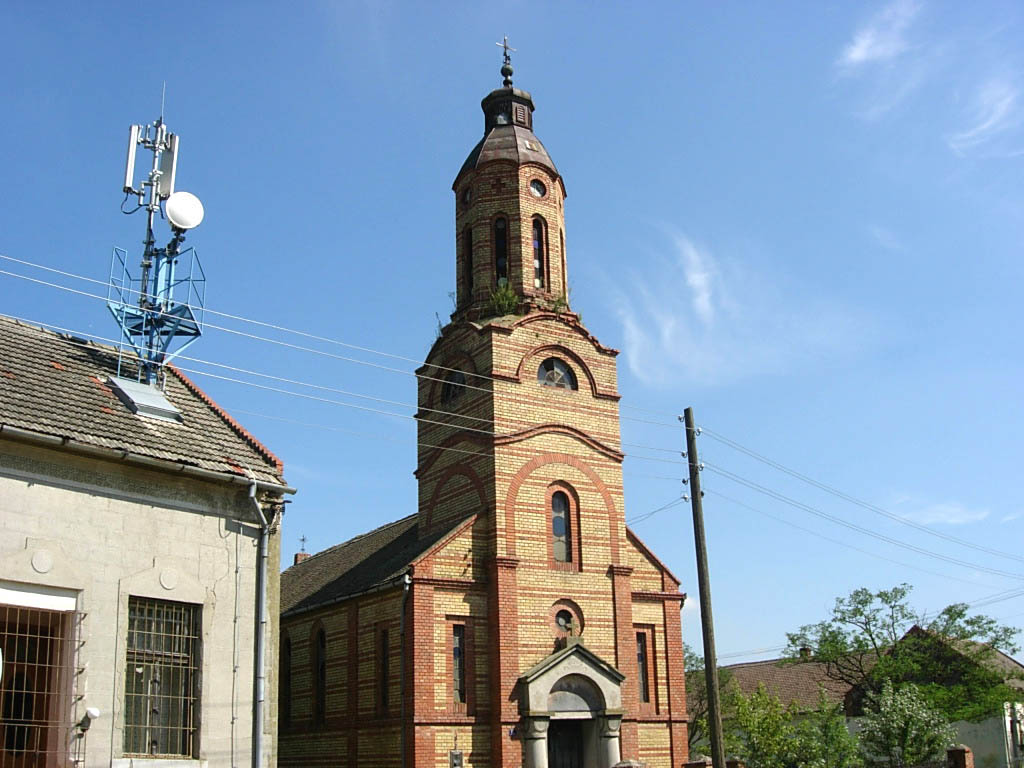
A görögkeleti templom

Surján (szerbül Шурјан / Šurjan, németül Schurjan) település Szerbiában, a Vajdaságban, a Közép-bánsági körzetben, Torontálszécsány községben.

## Jegyzetek

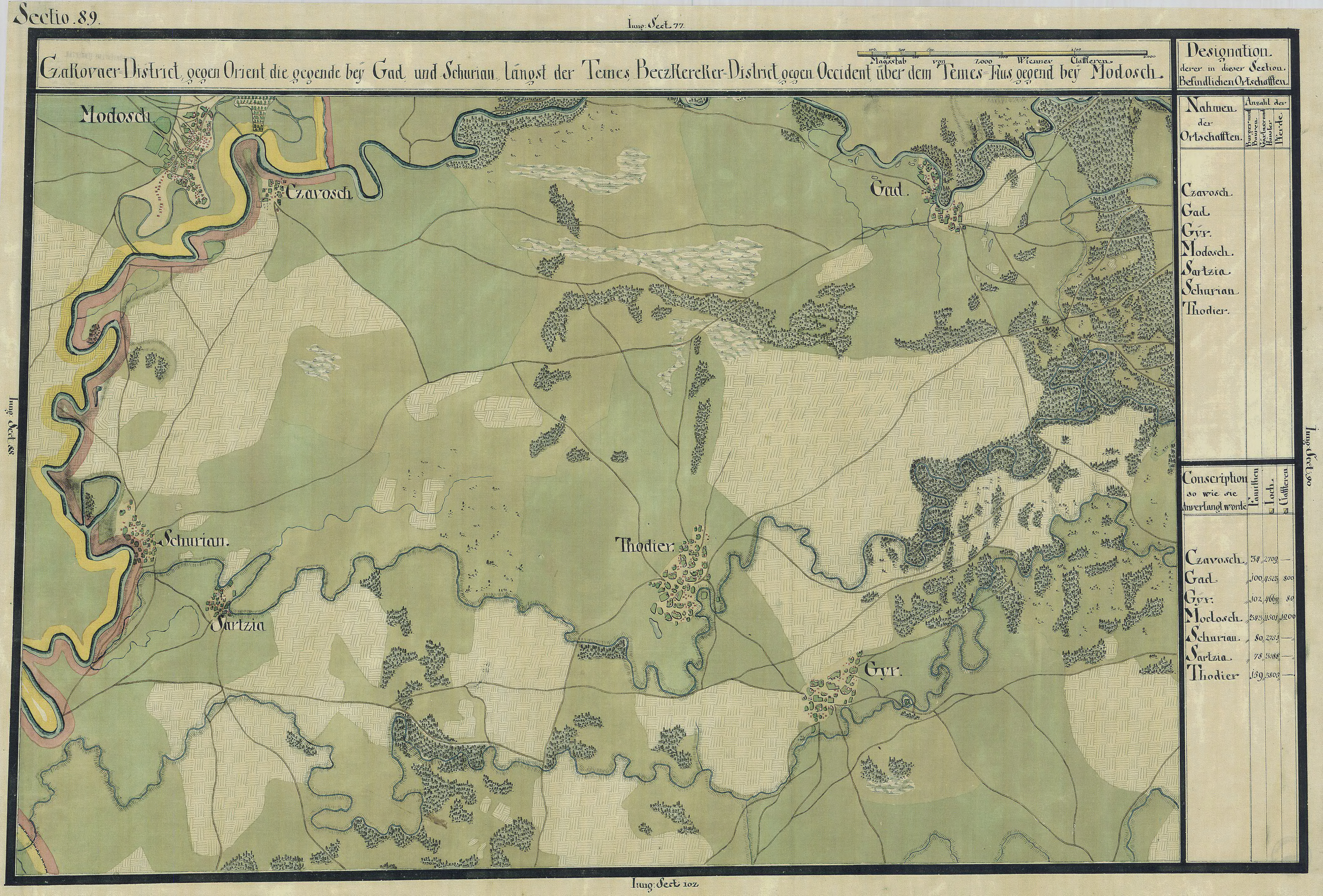
Surján egy régi térképen

## Népesség

### Demográfiai változások
| 1948 | 1953 | 1961 | 1971 | 1981 | 1991 | 2002 | 2011 |
| ---- | ---- | ---- | ---- | ---- | ---- | ---- | ---- |
| 682  | 807  | 734  | 483  | 406  | 377  | 330  | 253  |